# Liste der Nummer-eins-Hits in Spanien (2003)
Diese Liste enthält alle Nummer-eins-Hits in Spanien im Jahr 2003. Es gab in diesem Jahr 17 Nummer-eins-Singles.
| Singles |
| --- |
| - Marey – Tu no me veras llorar - 1 Woche (22. Dezember 2002 – 4. Januar 2003) - Danni Ubeda – Besame - 3 Wochen (5. Januar – 25. Januar) - Vega – Quiero ser tú - 1 Woche (26. Januar – 1. Februar) - Tony Santos – Un hombre así - 1 Woche (2. Februar – 8. Februar) - Miguel Nández – Amiga soledad - 9 Wochen (9. Februar – 12. April) - Beth – Dime - 3 Wochen (13. April – 26. April) - Hugo – El templo de tu cuerpo - 3 Wochen (27. April – 17. Mai) - Ricky Martin – Jaleo - 4 Wochen (18. Mai – 14. Juni) - Dinio – Haciendo el amor - 1 Woche (15. Juni – 21. Juni) - La buena Vida – Los planetas - 2 Wochen (22. Juni – 5. Juli) - Joaquín Sabina – Motivos de un sentimiento [Himno centenario del Atlético de Madrid] - 3 Wochen (6. Juli – 27. Juli, insgesamt 4 Wochen) - Fran Perea – Uno mas son siete - 14 Wochen (28. Juli – 1. November, insgesamt 16 Wochen) - Pecos – Pecos Collection - 1 Woche (2. November – 8. November) - Kylie Minogue – Slow - 1 Woche (9. November – 15. November) - Britney Spears feat. Madonna – Me Against the Music - 2 Wochen (16. November – 29. November) - David Bustamante – Devuélveme el aire - 2 Wochen (30. November – 13. Dezember) - Madonna – Nothing Fails - 2 Wochen (14. Dezember – 27. Dezember) - Fran Perea – Uno mas son siete - 1 Woche (28. Dezember 2003 – 3. Januar 2004, insgesamt 16 Wochen) |